# Papavero (araldica)
In araldica il papavero è assunto come simbolo di giustizia, perché le celle del suo capo sono divise giustamente, e come tale portato da vari magistrati.
Scarsamente usato.

Fiore di papavero d'oro (stemma di Mägenwil, Svizzera)
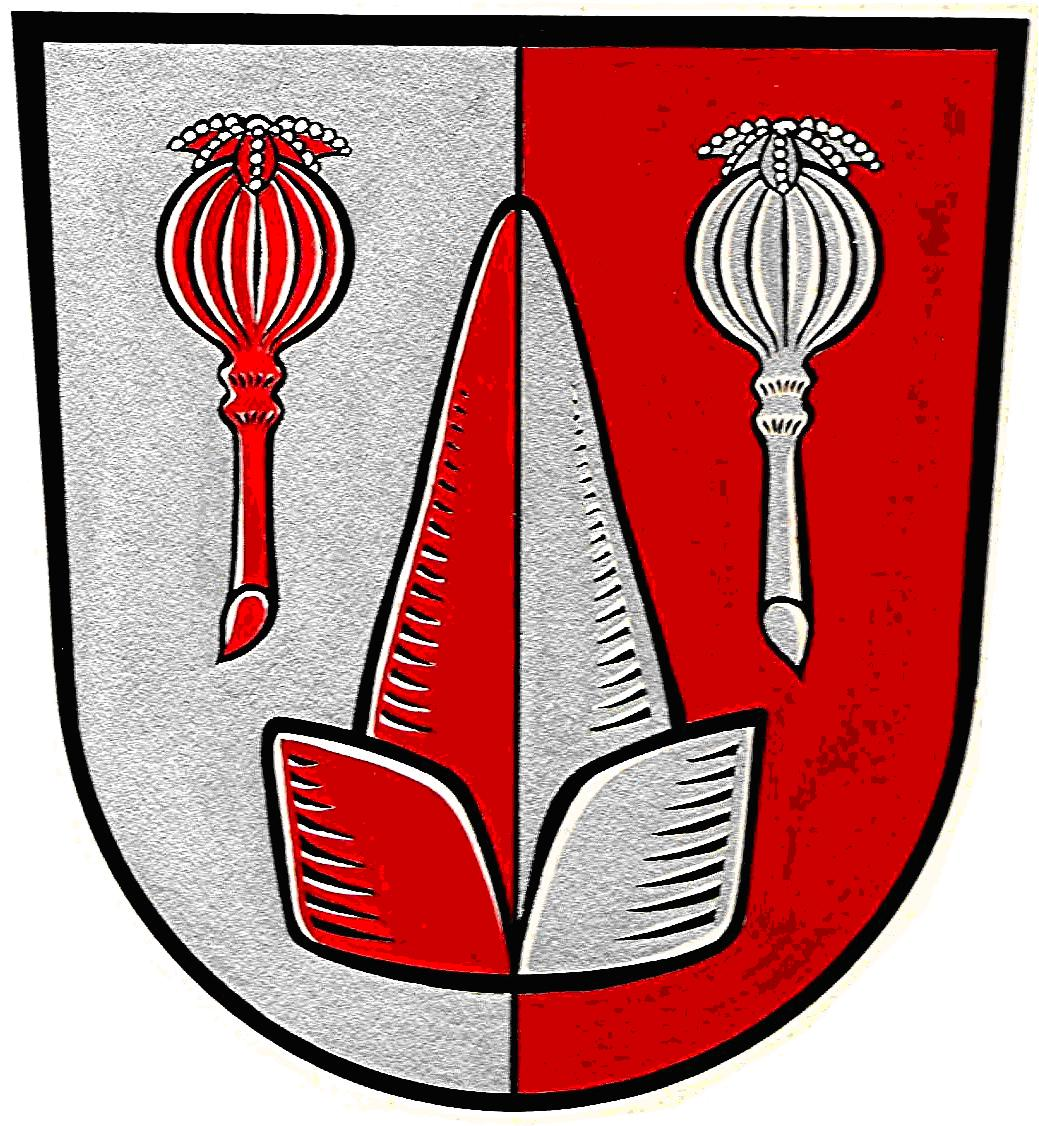
Zinzenzell, Germania
Fiori di papavero (Unterthingau, Germania)
D'argento, allo scaglione d'azzurro, accompagnato da tre papaveri al naturale (Saint-Escobille, Francia)